# Dicranomyia shirakii
Dicranomyia shirakii är en tvåvingeart som beskrevs av Alexander 1923. Dicranomyia shirakii ingår i släktet Dicranomyia och familjen småharkrankar.
Artens utbredningsområde är Taiwan. Inga underarter finns listade i Catalogue of Life.